# Ami jezik
Ami jezik (ame, amijangal; ISO 639-3: amy), jedan od pet Wagaydy jezika šire skupine Bringen-Wagaydy, porodica daly. Govori ga svega 32 ljudi (Black 1983) duž obale Anson Baya, jugozapadno od Darwina, Sjeverni teritorij, Australija.
Govornici se služe i Kriolskim [rop].

## Vanjske poveznice
- Ethnologue (14th)
- Ethnologue (15th)